# Carol Kane
Carolyn Laurie (Carol) Kane (Cleveland, 18 juni 1952) is een Amerikaans actrice. Zij werd in 1976 genomineerd voor een Academy Award voor haar hoofdrol als Gitl in het filmdrama Hester Street. Tot de acteerprijzen die Kane daadwerkelijk werden toegekend, behoren Emmy Awards in 1982 en 1983 voor haar rol als Simka Dahblitz-Gravas, Latka 's (Andy Kaufman) echtgenote in de komedieserie Taxi. Hiervoor werd ze in 1983 ook genomineerd voor een Golden Globe.
Kane maakte in 1971 haar film- en acteerdebuut als Jennifer in Carnal Knowledge. Dat bleek voor haar de eerste van meer dan zestig filmrollen, meer dan zeventig inclusief die in televisiefilms. Daarnaast gaf ze gestalte aan wederkerende personages in verschillende televisieseries. Haar omvangrijkste rollen daarin waren die als Simka Dahblitz-Gravas in Taxi, als Lillian Abernathy in American Dreamer en als Lillian Kaushtupper in Unbreakable Kimmy Schmidt.

## Filmografie
*Exclusief 15+ televisiefilms
| - Four Christmases (2008) - The Key Man (2007) - The Happy Elf (2005, stem) - The Civilization of Maxwell Bright (2005) - The Pacifier (2005) - Confessions of a Teenage Drama Queen (2004) - Love in the Time of Money (2002) - The Shrink Is In (2001) - My First Mister (2001) - D.C. Smalls (2001) - The Office Party (2000) - Man on the Moon (1999) - Blue's Big Treasure Hunt (1999, stem) - The Tic Code (1999) - Jawbreaker (1999) - Tomorrow by Midnight (1999) - Office Killer (1997) - Gone Fishin' (1997) - American Strays (1996) - Trees Lounge (1996) - The Pallbearer (1996) - Sunset Park (1996) - Big Bully (1996) - Theodore Rex (1995, stem) - The Crazysitter (1995) - Addams Family Values (1993) - Even Cowgirls Get the Blues (1993) - Baby on Board (1992) - In the Soup (1992) - Ted & Venus (1991) - My Blue Heaven (1990) - Joe Versus the Volcano (1990) | - Flashback (1990) - The Lemon Sisters (1990) - Scrooged (1988) - License to Drive (1988) - Sticky Fingers (1988) - Rap Master Ronnie: A Report Card (1988) - The Princess Bride (1987) - Ishtar (1987) - Jumpin' Jack Flash (1986) - Transylvania 6-5000 (1985) - Racing with the Moon (1984) - Over the Brooklyn Bridge (1984) - The Secret Diary of Sigmund Freud (1984) - Can She Bake a Cherry Pie? (1983) - Norman Loves Rose (1982) - Pandemonium (1982) - Strong Medicine (1981) - Les jeux de la Comtesse Dolingen de Gratz (1980) - La Sabina (1979) - When a Stranger Calls (1979) - The Muppet Movie (1979) - The Mafu Cage (1978) - The World's Greatest Lover (1977) - Valentino (1977) - Annie Hall (1977) - Harry and Walter Go to New York (1976) - Hester Street (1975) - Dog Day Afternoon (1975) - The Last Detail (1973) - Wedding in White (1972) - Desperate Characters (1971) - Carnal Knowledge (1971) |

## Televisieseries
*Exclusief eenmalige gastrollen
- Unbreakable Kimmy Schmidt – Lillian Kaushtupper (2015–...)
- Gotham – Gertrud Kapelput (2014–2016, 10 afleveringen)
- Two and a Half Men – Shelly (2009, twee afleveringen)
- Beggars and Choosers – Lydia Luddin (1999–2000, drie afleveringen)
- Pearl – Annie Caraldo (1996–1997, twee afleveringen)
- Brooklyn Bridge – Tante Sylvia (1991–1992, vijf afleveringen)
- American Dreamer – Lillian Abernathy (1990–1991, zeventien afleveringen)
- All Is Forgiven – Nicolette Bingham (1986, negen afleveringen)
- Taxi – Simka Dahblitz-Gravas (1980–1983, vijftien afleveringen)
- Hunters - Mindy Markowitz (2020-2023, achttien afleveringen)

- Bibsys: 4005221
- Biblioteca Nacional de España: XX1324647
- Bibliothèque nationale de France: cb13955328k (data)
- Gemeinsame Normdatei: 172669405
- International Standard Name Identifier: 0000 0000 5934 6656
- Library of Congress Control Number: n88034914
- MusicBrainz: 7413ebe6-40ed-49fa-8fb5-c51ac181293b
- Nationale Bibliotheek van Tsjechië: xx0160917
- Nationale Bibliotheek van Israël: 987007427520305171
- Nationale Bibliotheek van Polen: a0000001763542
- SNAC: w6m74d5j
- Système universitaire de documentation: 111385601
- Virtual International Authority File: 14964468
- WorldCat: E39PBJxxf7Yt79dMmK8byDGPwC